# 三明町
三明町（さんめいちょう）は、大阪府大阪市阿倍野区にある町名。現行行政地名は三明町一丁目および三明町二丁目。

## 地理
阿倍野区の北東部に位置し、東は美章園、西は大阪府道28号に沿って松崎町、南は文の里、北は近鉄南大阪線に沿って天王寺町南と接している。

## 歴史

### 地名の由来
昭和26年（1951年）に天王寺町の一部から成立したときに、当町域の小字名の三明、及び当地にあった三明池の由来する。

### 沿革
- 1951年（昭和26年）、大阪市阿倍野区天王寺町の一部より成立[7]。

## 世帯数と人口
2024年（令和6年）9月30日現在の世帯数と人口は以下の通りである。
| 丁目         | 世帯数    | 人口    |
| ------------ | --------- | ------- |
| 三明町一丁目 | 763世帯   | 1,581人 |
| 三明町二丁目 | 749世帯   | 1,573人 |
| 計           | 1,512世帯 | 3,154人 |

### 人口の変遷
国勢調査による人口の推移。
| 1995年（平成7年）  | 2,097人 | [ 8 ]  |  |
| 2000年（平成12年） | 2,266人 | [ 9 ]  |  |
| 2005年（平成17年） | 2,448人 | [ 10 ] |  |
| 2010年（平成22年） | 2,820人 | [ 11 ] |  |
| 2015年（平成27年） | 3,079人 | [ 12 ] |  |
| 2020年（令和2年）  | 3,200人 | [ 13 ] |  |

### 世帯数の変遷
国勢調査による世帯数の推移。
| 1995年（平成7年）  | 924世帯   | [ 8 ]  |  |
| 2000年（平成12年） | 1,018世帯 | [ 9 ]  |  |
| 2005年（平成17年） | 1,073世帯 | [ 10 ] |  |
| 2010年（平成22年） | 1,327世帯 | [ 11 ] |  |
| 2015年（平成27年） | 1,385世帯 | [ 12 ] |  |
| 2020年（令和2年）  | 1,466世帯 | [ 13 ] |  |

## 学区
市立小・中学校に通う場合、学区は以下の通りとなる。なお、小学校・中学校入学時に学校選択制度を導入しており、通学区域以外に阿倍野区の小学校（自宅から概ね2km以内）・中学校から選択することも可能。
| 丁目         | 番   | 小学校             | 中学校               |
| ------------ | ---- | ------------------ | -------------------- |
| 三明町一丁目 | 全域 | 大阪市立常盤小学校 | 大阪市立文の里中学校 |
| 三明町二丁目 | 全域 | 大阪市立常盤小学校 | 大阪市立文の里中学校 |

## 事業所
2021年（令和3年）現在の経済センサス調査による事業所数と従業員数は以下の通りである。
| 丁目         | 事業所数 | 従業員数 |
| ------------ | -------- | -------- |
| 三明町一丁目 | 36事業所 | 323人    |
| 三明町二丁目 | 47事業所 | 650人    |
| 計           | 83事業所 | 973人    |

## 交通

### バス
2024年1月現在
- 大阪シティバス[17]
  - 6号系統：三明町一丁目 - 三明町二丁目 - あべの区役所前

### 道路
- 大阪府道28号大阪高石線（あびこ筋）

## 施設
- 大阪府立天王寺高等学校
- 阿倍野警察署 三明町交番
- 大阪国税局 阿倍野税務署
- 阪急オアシス あべの店

## その他

### 日本郵便
- 〒545-0005[3]（集配局：阿倍野郵便局[18]）